# Niederliegendes Büchsenkraut
Das Niederliegende Büchsenkraut (Lindernia procumbens), meist Gewöhnliches Büchsenkraut genannt, ist eine Pflanzenart aus der Gattung der Büchsenkräuter (Lindernia) innerhalb der Familie der Büchsenkrautgewächse (Linderniaceae).

## Beschreibung

### Vegetative Merkmale
Das Niederliegende Büchsenkraut ist eine einjährige krautige Pflanze, die Wuchshöhen von meist 8 bis 15 (2 bis 25) Zentimetern erreicht. Die niederliegenden, verzweigten Stängel sind vierkantig und sehen kahl aus, sind aber mit winzigen Drüsenhaaren besetzt; sie sind meist violett überlaufen, bläulich-grün.
Die meist gegenständig angeordneten Laubblätter sind sitzend. Die einfache Blattspreite ist bei einer Länge von etwa 2 Zentimetern sowie einer Breite von etwa 0,8 Zentimetern elliptisch mit stumpfem oberen Ende. Sie sind ganzrandig. Sie werden von drei oder seltener fünf Nerven durchzogen.

### Generative Merkmale
Die Blütezeit ist August bis September. Im traubigen Blütenstand steht in jeder oberen Blattachsel eine gestielte Blüte. Der Blütenstiel ist gerade und mit einer Länge von 4 bis 20 Millimetern länger als die Tragblätter.
Die zwittrige Blüte ist fünfzählig mit doppelter Blütenhülle. Der Kelch ist bei einem Durchmesser von 4 bis 6 Millimetern radiärsymmetrisch. Die Kelchblätter sind linealisch-lanzettlich und bewimpert. Die Blütenkrone ist bei einer Länge von 6 bis 6, selten bis zu 9 Millimetern zygomorph und bleibt in Mitteleuropa meist unentfaltet. Die Oberlippe ist lilarötlich mit zwei Zipfeln, die Unterlippe ist gelblich mit rundlichen Zipfeln. Die Kronröhre ist weiß. Alle vier Staubblätter sind fertil. Der Fruchtknoten ist eiförmig und endet in einem längeren Griffel.
Die Kapselfrucht ist länglich-eiförmig.

### Chromosomensatz
Die Chromosomengrundzahl beträgt x = 7; es liegt Tetraploidie vor, aber die Chromosomenzahl ist 2n = 30.

## Ökologie
Das Gewöhnliche Büchsenkraut in Deutschland oft kleistogam.

## Vorkommen und Gefährdung
Das Gewöhnliche Büchsenkraut ist in Europa, außer im Norden, und in Asien weitverbreitet. Es gibt Fundortangaben für Deutschland, Österreich, die Schweiz, Italien, Frankreich, Spanien, Portugal, Tschechien, Ungarn, Polen, die Slowakei, Serbien, Slowenien, Rumänien, Bulgarien, Griechenland, die Türkei, Armenien, Aserbaidschan, Georgien, den europäischen Teil Russlands, Belarus, die Ukraine, Iran, Afghanistan, das westliche Sibirien, Altay, Kasachstan, Tadschikistan, Russlands Fernem Osten, weite Gebiete Chinas, Taiwan, Korea, die japanischen Inseln Hokkaidô, Honshū, Kyūshū sowie Shikoku, Indien, Nepal, Pakistan, Thailand, Laos, Vietnam und die Insel Java.
 In Deutschland ist das Gewöhnliche Büchsenkraut selten und ist unbeständig und kommt hauptsächlich in der Umgebung des Oberrheingebiets, im Donauraum von Regensburg bis Passau und im Gebiet der Elbe vor. Das Gewöhnliche Büchsenkraut gilt in der Roten Liste der gefährdeten Pflanzenarten Deutschlands 2018 als „stark gefährdet“ und ist durch das Bundesnaturschutzgesetz seit 1998 „streng geschützt“.
Das Gewöhnliche Büchsenkraut gedeiht am Rand von Teichen, in Gräben und auf dem Schlamm abgelassener Teiche.  Es gedeiht meist auf zeitweise überschwemmten, nährstoffreichen, meist kalkfreien, neutralen, humosen, sandigen Tonböden. Lindernia procumbens ist eine Charakterart des Verbands Nanocyperion.
Die ökologischen Zeigerwerte nach Landolt et al. 2010 sind in der Schweiz: Feuchtezahl F = 4+w+ (nass aber stark wechselnd), Lichtzahl L = 4 (hell), Reaktionszahl R = 4 (neutral bis basisch), Temperaturzahl T = 4+ (warm-kollin), Nährstoffzahl N = 4 (nährstoffreich), Kontinentalitätszahl K = 2 (subozeanisch).

## Taxonomie
Die Erstbeschreibung erfolgte 1790 unter dem Namen (Basionym) Anagalloides procumbens durch Anton Johann Krocker in Flora Silesiaca, 2, 1, S. 398–400, Tafel 26. Die Neukombination zu Lindernia procumbens (Krock.) Philcox wurde 1965 durch David Philcox in Taxon, Volume 14, S. 30 veröffentlicht. Weitere Synonyme für Lindernia procumbens (Krock.) Philcox sind: Lindernia pyxidaria L., Pyxidaria nervosa (Hassk.) Kuntze, Pyxidaria procumbens (Krock.) Borbás, Vandellia pyxidaria (All.) Maxim.
Nach der Binären Nomenklatur botanischer Artnamen setzt sich Lindernia procumbens zusammen aus: dem Gattungsnamen Lindernia, der den elsässischen Arzt und Botaniker Franz Balthasar von Lindern (1682–1755) ehrt, der diese Pflanzenart 1727 bei Straßburg fand und dem Artepitheton procumbens, der sich von procumbere = „liegen“ ableitet.